# Canusium

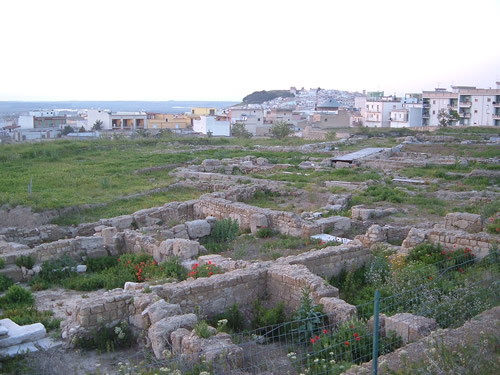
Ruinen von Canusium

Canusium war eine antike griechische Stadt in Apulien. Sie lag am rechten Ufer des Aufidus (heute Ofanto) ungefähr 20 Kilometer vom Meer entfernt. An ihrer Stelle befindet sich heute die italienische Gemeinde Canosa di Puglia.

## Geschichte

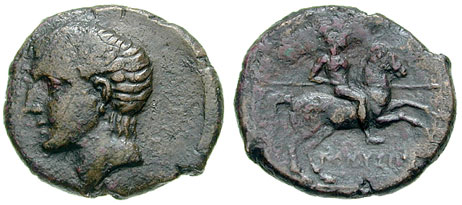
Griechische Münze aus Canosa, 3. Jahrhundert v. Chr.

Canusium war eine griechische Gründung und zählte zu den bedeutendsten Städten Apuliens. Der Sage nach soll es ebenso wie das benachbarte Arpi von Diomedes gegründet worden sein. Dieser vermeintliche Stadtgründer war auch der Namensgeber für die Canusium umgebende fruchtbare Ebene, die Diomedis campi hieß. Das erste Mal wird Canusium während der Kriege der Römer gegen die Samniten erwähnt, an denen es auf Seite der Samniten teilnahm, sich aber nach mehrmaligen Verwüstungen seines Territoriums durch die Römer 318 v. Chr. dem Konsul Lucius Plautius Venox ergab. Die Stadt prägte weiterhin ihre Silber- und Kupfermünzen mit griechischer Schrift und blieb bis in die Kaiserzeit hinein zweisprachig.

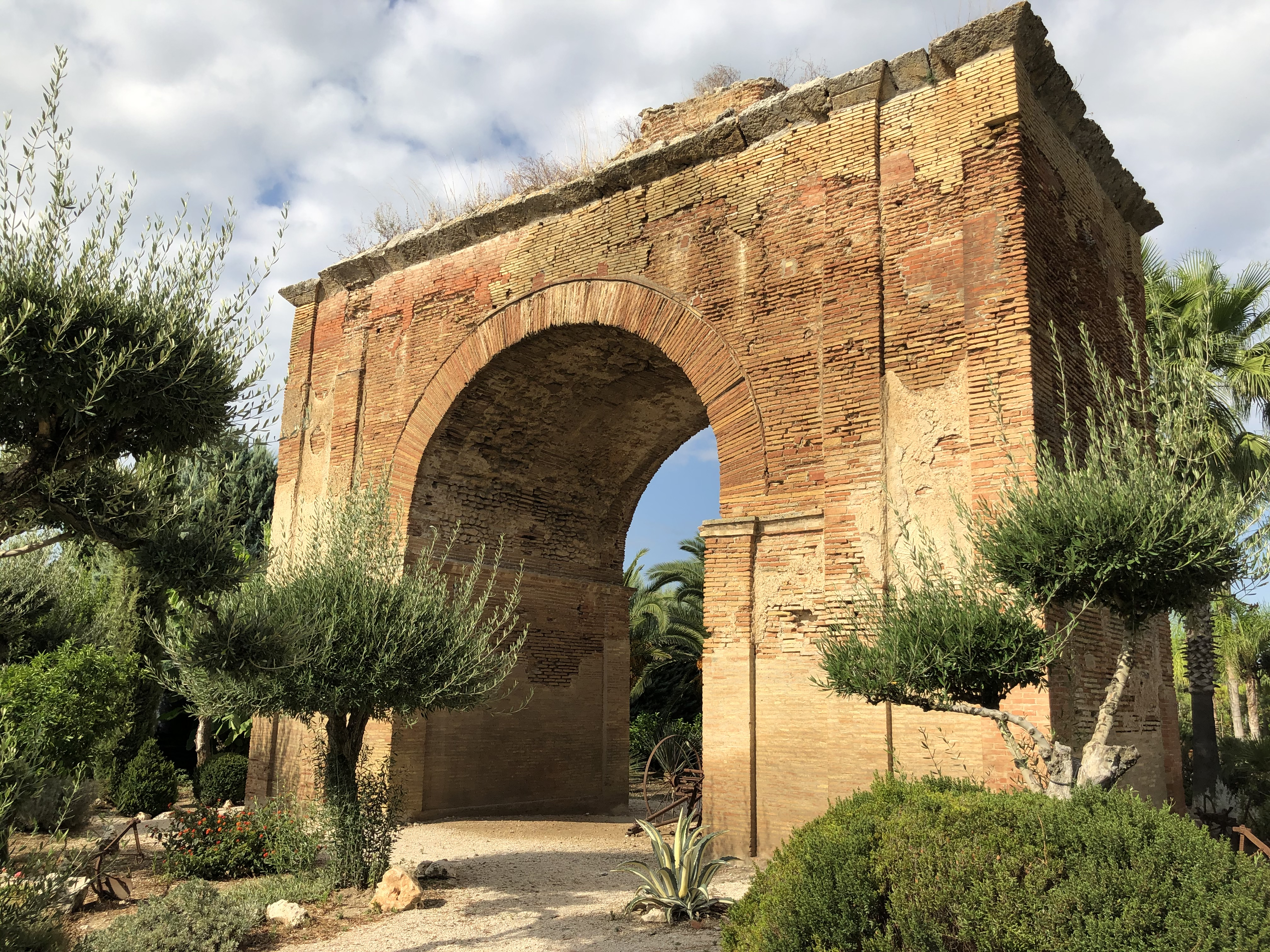
Porta Varonne zu Ehren von Gaius Terentius Varro, 2. Jh., erinnert an die Schlacht von Cannae

Seit der Unterwerfung durch die Römer hielt Canusium offenbar treu zu seiner neuen Schutzmacht. Als sich etwa nach der Schlacht bei Cannae (216 v. Chr.) die Reste des von Hannibal schwer geschlagenen römischen Heeres in das nahe gelegene Canusium flüchteten, wurden sie dort äußerst zuvorkommend aufgenommen. Auch während des Fortgangs des Zweiten Punischen Krieges stand Canusium fest auf Seite der Römer. Während des Bundesgenossenkriegs (91–89 v. Chr.) fiel es aber wie die anderen apulischen Städte von Rom ab. Es wurde während des zweiten Feldzugs während dieses Kriegs 89 v. Chr. von Gaius Cosconius, der wohl in diesem Jahr Prätor war, vergeblich belagert. Unrichtigerweise behauptet Appian, dass Canusium 83 v. Chr. der Ort einer zwischen Sulla und dem Konsul Gaius Norbanus ausgetragenen, für Letzteren unglücklich endenden Schlacht gewesen sei. Offensichtlich hatte die Stadt aber unter den verschiedenen Kriegshandlungen sehr gelitten, da Strabon erwähnt, dass Canusium zu seiner Zeit viel von seiner einstigen Bedeutung verloren habe. Trotzdem war die Stadt, die 88 v. Chr. Municipium der Tribus Oufentina wurde, noch während der Kaiserzeit aufgrund ihres Handels blühend. Sie besaß am Aufidus einen 90 Stadien von dessen Mündung entfernt gelegenen Hafen und war eine beachtliche Station an der Via Appia Traiana. Ein wichtiger Wirtschaftszweig, der wesentlich zum Wohlstand der Stadt beitrug, war die Wollverarbeitung.
Unter Kaiser Antoninus Pius wurde Canusium in der Mitte des 2. Jahrhunderts n. Chr. Colonia und führte nun den Namen Colonia Aurelia Augusta Pia. Die Einwohner litten unter Trinkwassermangel, dem erst ein von Herodes Atticus gestiftetes Aquädukt zur besseren Wasserversorgung Abhilfe verschaffte. Von den zahlreichen aufgefundenen kaiserzeitlichen Inschriften ist insbesondere eine die Patrone, Magistrate und Decurionen aus dem Jahr 223 verzeichnende Bronzetafel interessant. Seit dem 4. Jahrhundert war Canusium Bischofssitz. Noch im 6. Jahrhundert zählte es zu den wichtigsten Örtlichkeiten Apuliens. Später wurde es von Sarazenen verheert.

## Archäologische Funde
An Überresten des antiken Canusium fanden sich u. a. Ruinen eines Amphitheaters, eines Tors und einer Wasserleitung. An der Stelle der antiken Akropolis erfolgte im Mittelalter der Bau eines Kastells. Die Bedeutung der Stadt belegen viele Grabfunde vor allem des 4. und 3. Jahrhunderts v. Chr. So stammen aus in den Fels geschnittenen Kammergräbern prachtvolle apulische, wohl in Tarent produzierte Vasen sowie in einheimischen Werkstätten hergestellte hellenistische sogenannte Canosiner Vasen.